# Wilson Fre
Wilson Manuel Fre Durán (Coquimbo, Chile, 2 de agosto de 1965) es un exfutbolista y actual entrenador chileno, que se desempeñaba en la posición de delantero. Fre es conocido por ser un insigne goleador de la Primera B chilena. 

## Clubes

### Como jugador
| Club               | País  | Año       |
| ------------------ | ----- | --------- |
| Deportes La Serena | Chile | 1985-1989 |
| Lozapenco          | Chile | 1990      |
| Santiago Wanderers | Chile | 1990-1992 |
| Fernández Vial     | Chile | 1992      |
| Coquimbo Unido     | Chile | 1993      |
| Regional Atacama   | Chile | 1993-1994 |
| Deportes Ovalle    | Chile | 1995      |
| Deportes La Serena | Chile | 1996      |
| Cobresal           | Chile | 1997-1998 |
| Deportes Arica     | Chile | 1999      |
| Deportes Linares   | Chile | 2000      |

### Como entrenador
| Club                          | País  | Año       |
| ----------------------------- | ----- | --------- |
| Deportes La Serena (femenino) | Chile | 2021-2022 |

## Palmarés

### Como jugador

#### Campeonatos nacionales
| Título    | Club               | País  | Año  |
| --------- | ------------------ | ----- | ---- |
| Primera B | Deportes La Serena | Chile | 1987 |
| Primera B | Deportes La Serena | Chile | 1996 |
| Primera B | Cobresal           | Chile | 1998 |